# Clarinda
Clarinda va ser una poeta que possiblement va néixer a Lima, Perú, cap als finals del segle xvi. El seu poema Discurso en loor de poesía va ser publicat en el Parnaso Antártico (Lima), dirigit per Diego Mexia de Fernangil el 1608. Aquest poema és reconegut com un verdader art poètic, a la vegada que ressalta l'espai i el temps peruà com quelcom excepcional i diferent a l'art espanyol.